# Saison 2014 de l'équipe cycliste Øster Hus-Ridley

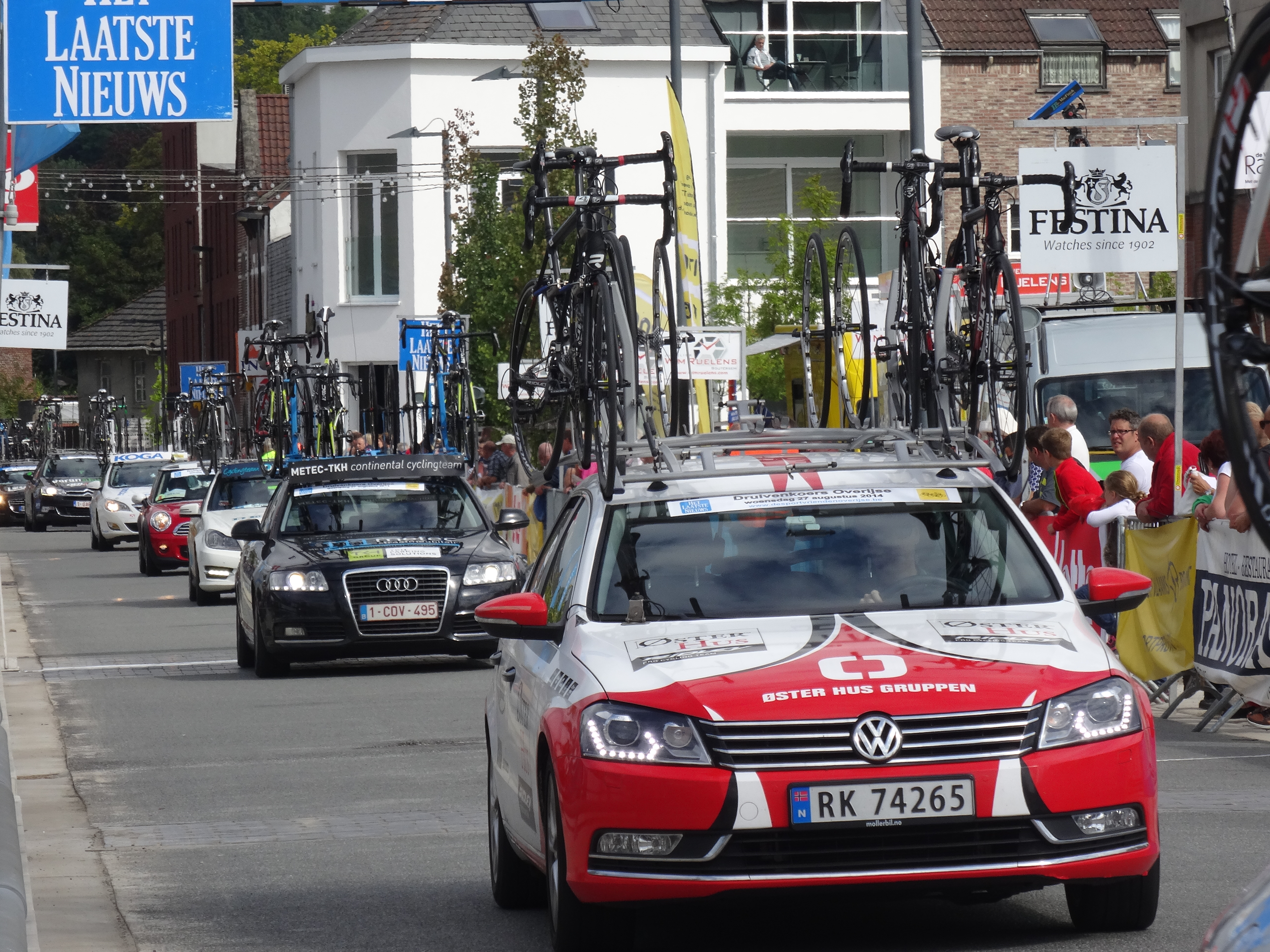
Une des voitures de l'équipe lors de la Druivenkoers Overijse 2014.

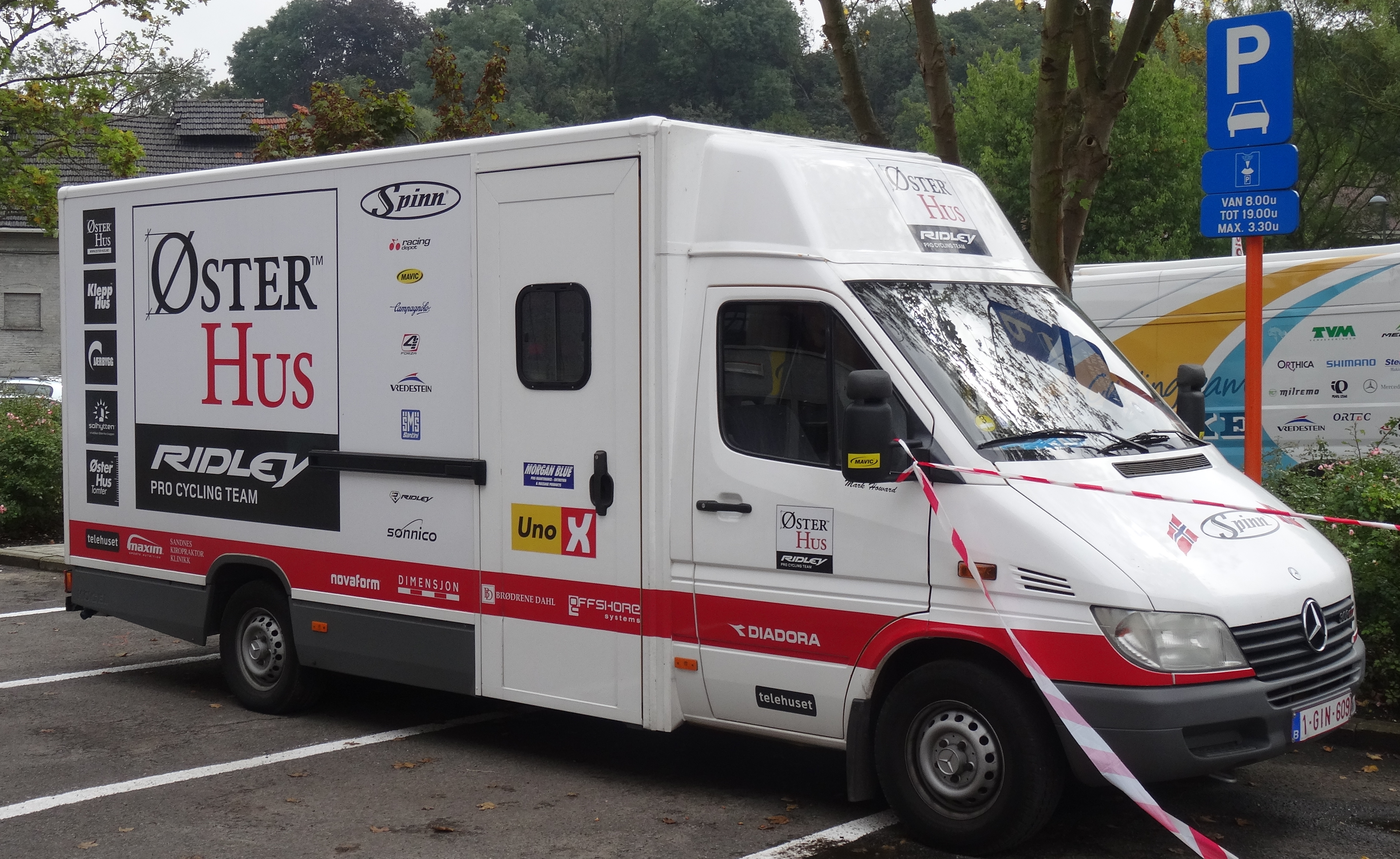
La camionnette de l'équipe lors de la Druivenkoers Overijse 2014.

La saison 2014 de l'équipe cycliste Øster Hus-Ridley est la onzième de cette équipe.

## Préparation de la saison 2014

### Arrivées et départs
| Arrivées         | Équipe 2013 |
| ---------------- | ----------- |
| Jonas Abrahamsen |             |
| Magnus Børresen  | OneCo       |
| Krister Hagen    | OneCo       |

| Départs                  | Équipe 2014 |
| ------------------------ | ----------- |
| Filip Eidsheim           | FixIT.no    |
| Daniel Egeland Jarstø    |             |
| Frans-Leonard Markaskard | Motiv3      |

## Coureurs et encadrement technique

### Effectif

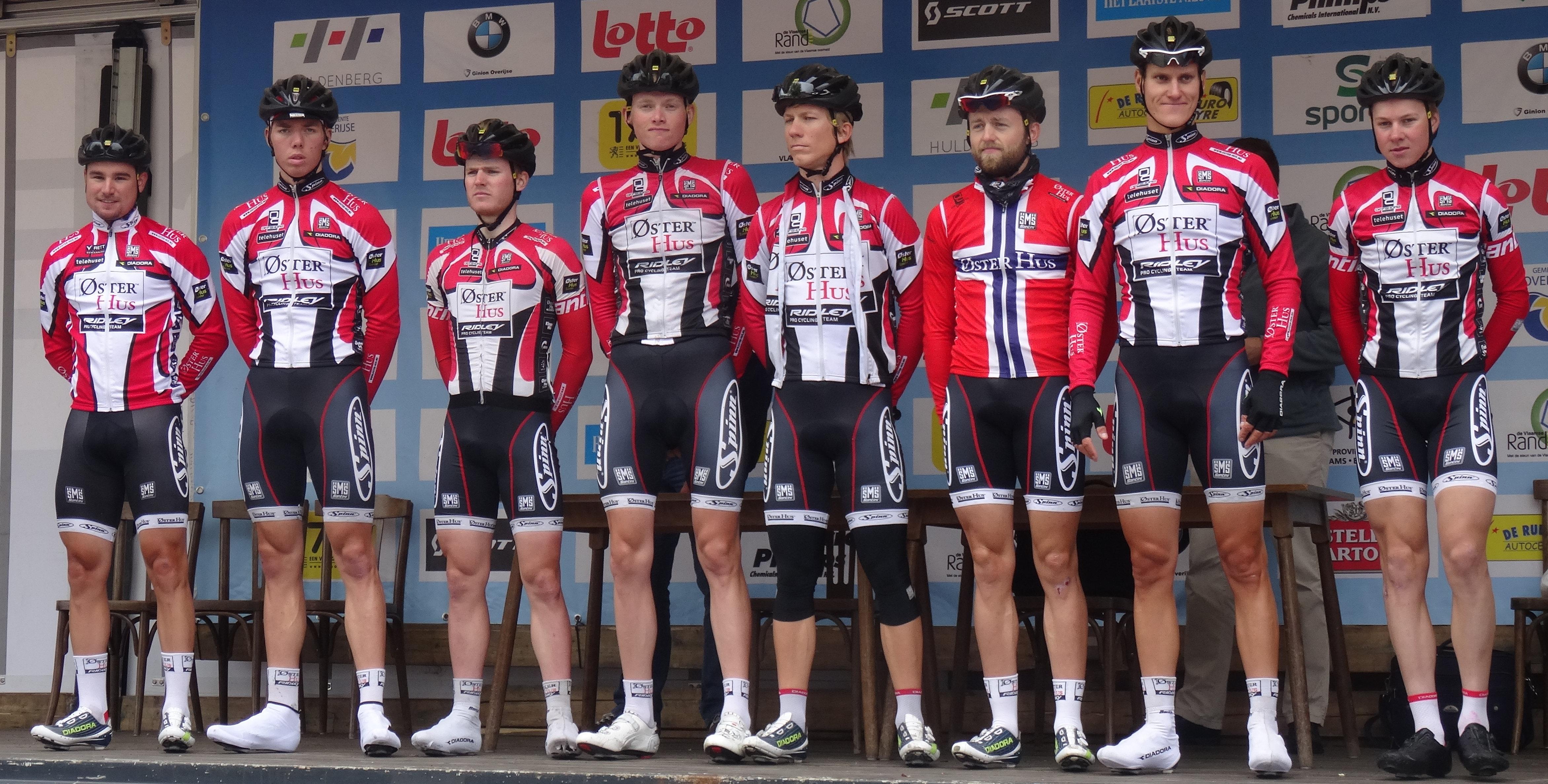
Magnus Børresen, Oscar Landa, August Jensen, Fredrik Strand Galta, Håvard Blikra, Tormod Hausken Jacobsen, Krister Hagen et Jonas Abrahamsen lors de la Druivenkoers Overijse 2014.

Onze coureurs constituent l'effectif 2014 d'Øster Hus-Ridley. Jonas Abrahamsen est entré dans l'équipe le 18 juin, il courait précédemment pour l'équipe Motiv3, Sven Erik Bystrøm devient stagiaire dans l'équipe Katusha tout en restant dans l'effectif d'Øster Hus-Ridley.
| Cycliste                | Date de naissance | Nationalité | Équipe 2013      |
| ----------------------- | ----------------- | ----------- | ---------------- |
| Jonas Abrahamsen        | 20 septembre 1995 | Norvège     |                  |
| Håvard Blikra           | 21 janvier 1991   | Norvège     | Øster Hus-Ridley |
| Magnus Børresen         | 18 septembre 1988 | Norvège     | OneCo            |
| Sven Erik Bystrøm       | 21 janvier 1992   | Norvège     | Øster Hus-Ridley |
| Kristian Dyrnes         | 20 avril 1992     | Norvège     | Øster Hus-Ridley |
| Fredrik Strand Galta    | 19 octobre 1992   | Norvège     | Øster Hus-Ridley |
| Krister Hagen           | 12 janvier 1989   | Norvège     | OneCo            |
| Nicholas Hammersland    | 14 août 1993      | Norvège     | Øster Hus-Ridley |
| Tormod Hausken Jacobsen | 17 août 1993      | Norvège     | Øster Hus-Ridley |
| August Jensen           | 29 août 1991      | Norvège     | Øster Hus-Ridley |
| Oscar Landa             | 15 août 1993      | Norvège     | Øster Hus-Ridley |

Portraits
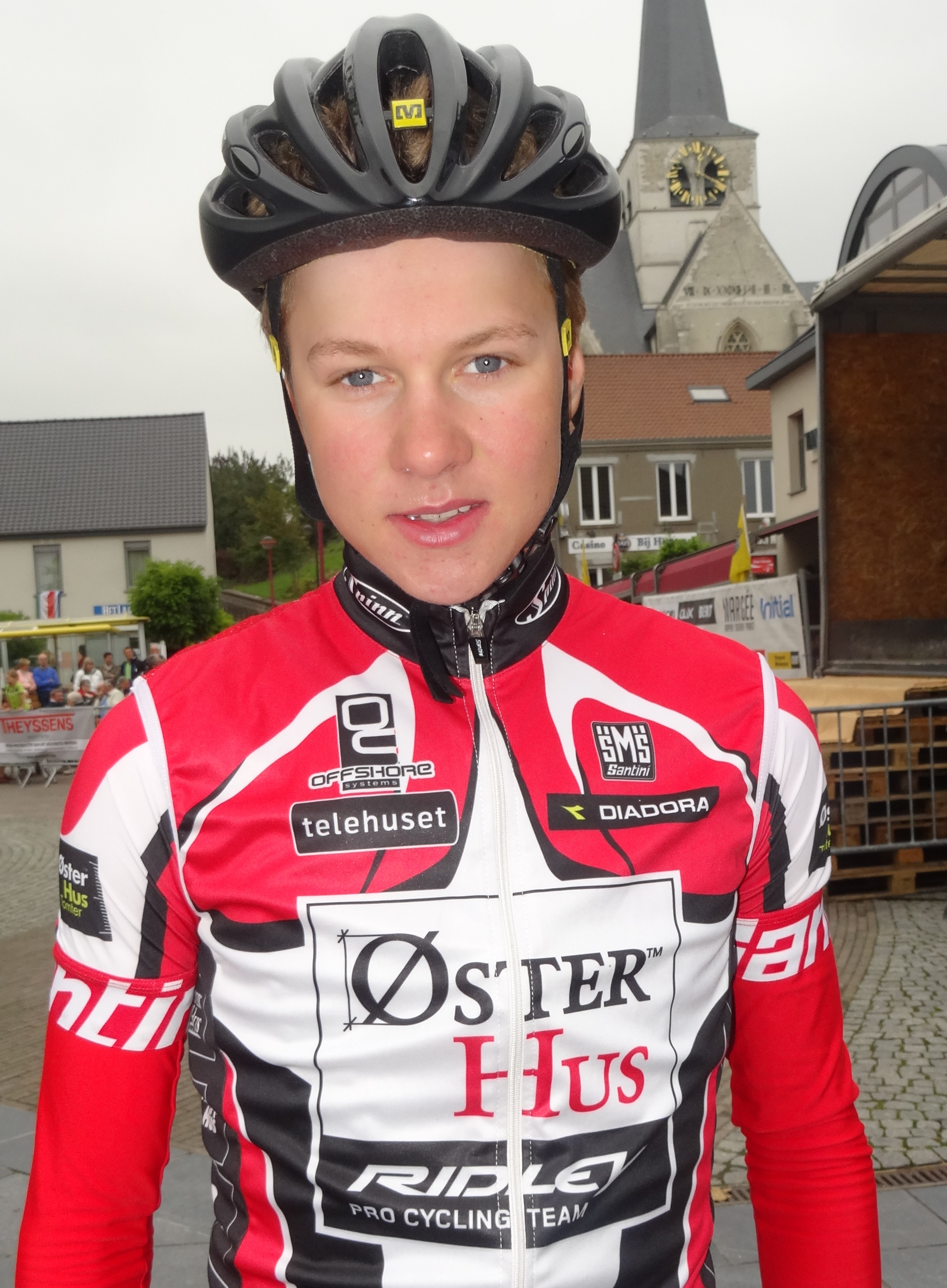
Jonas Abrahamsen.
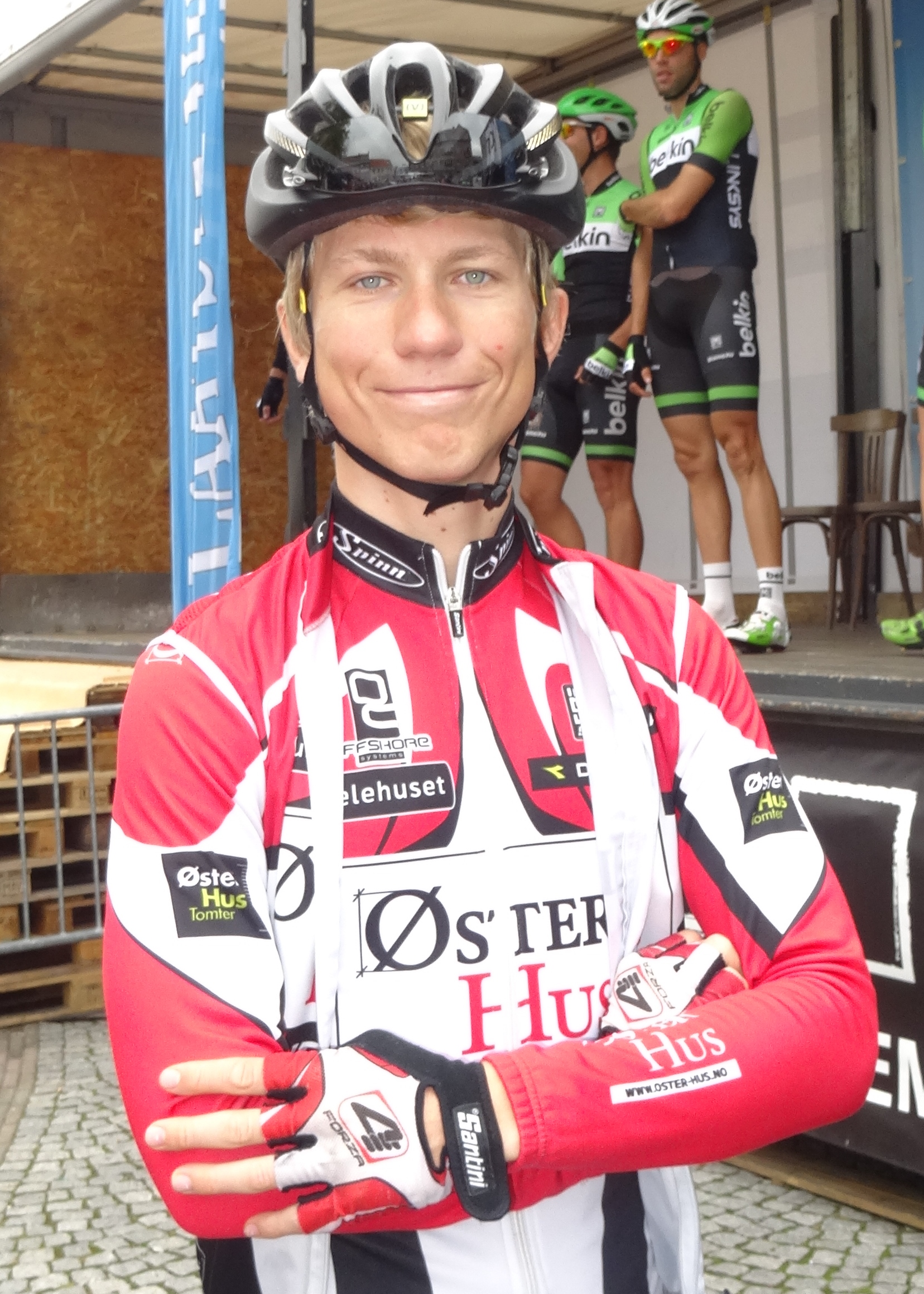
Håvard Blikra.
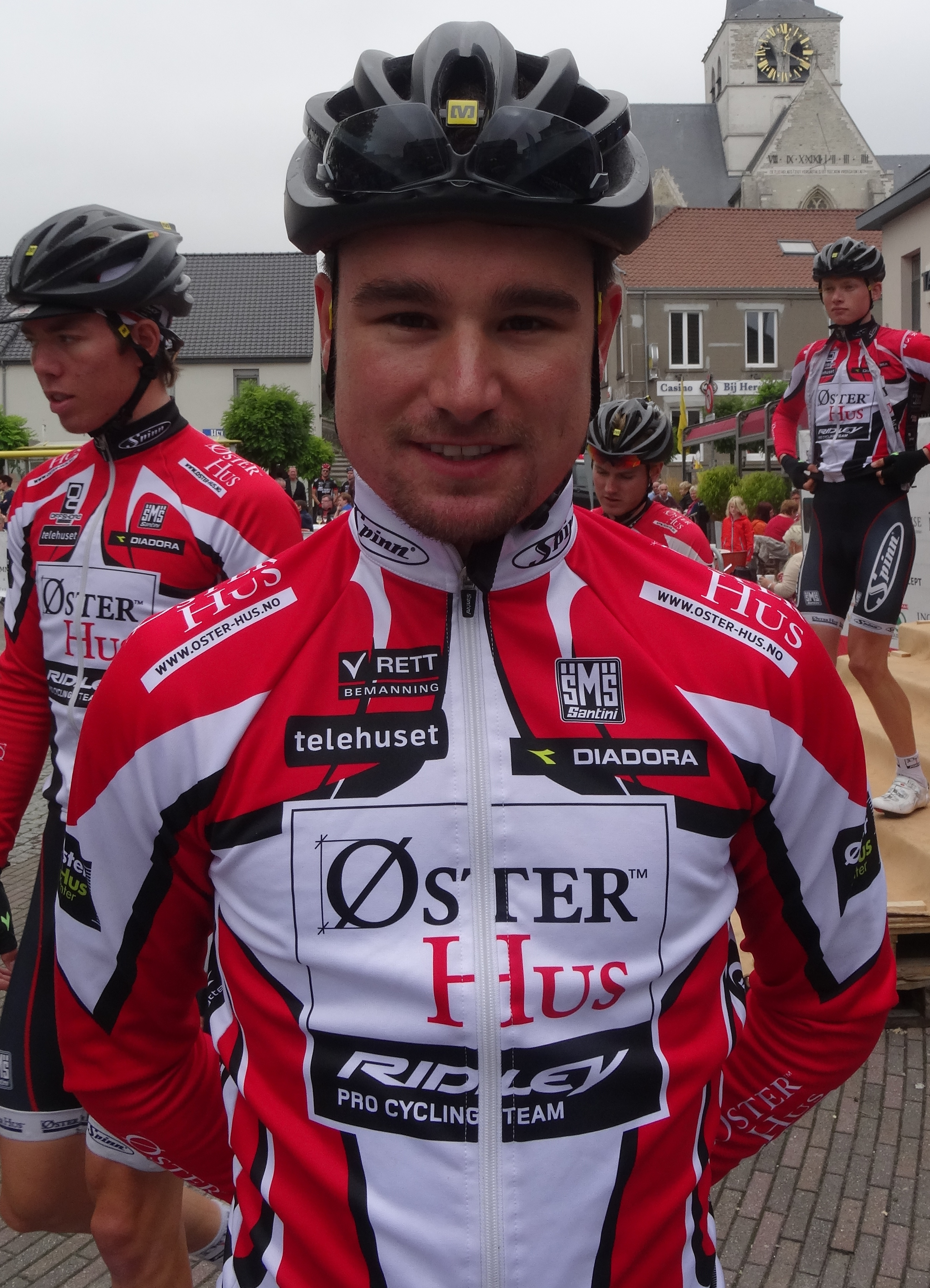
Magnus Børresen.
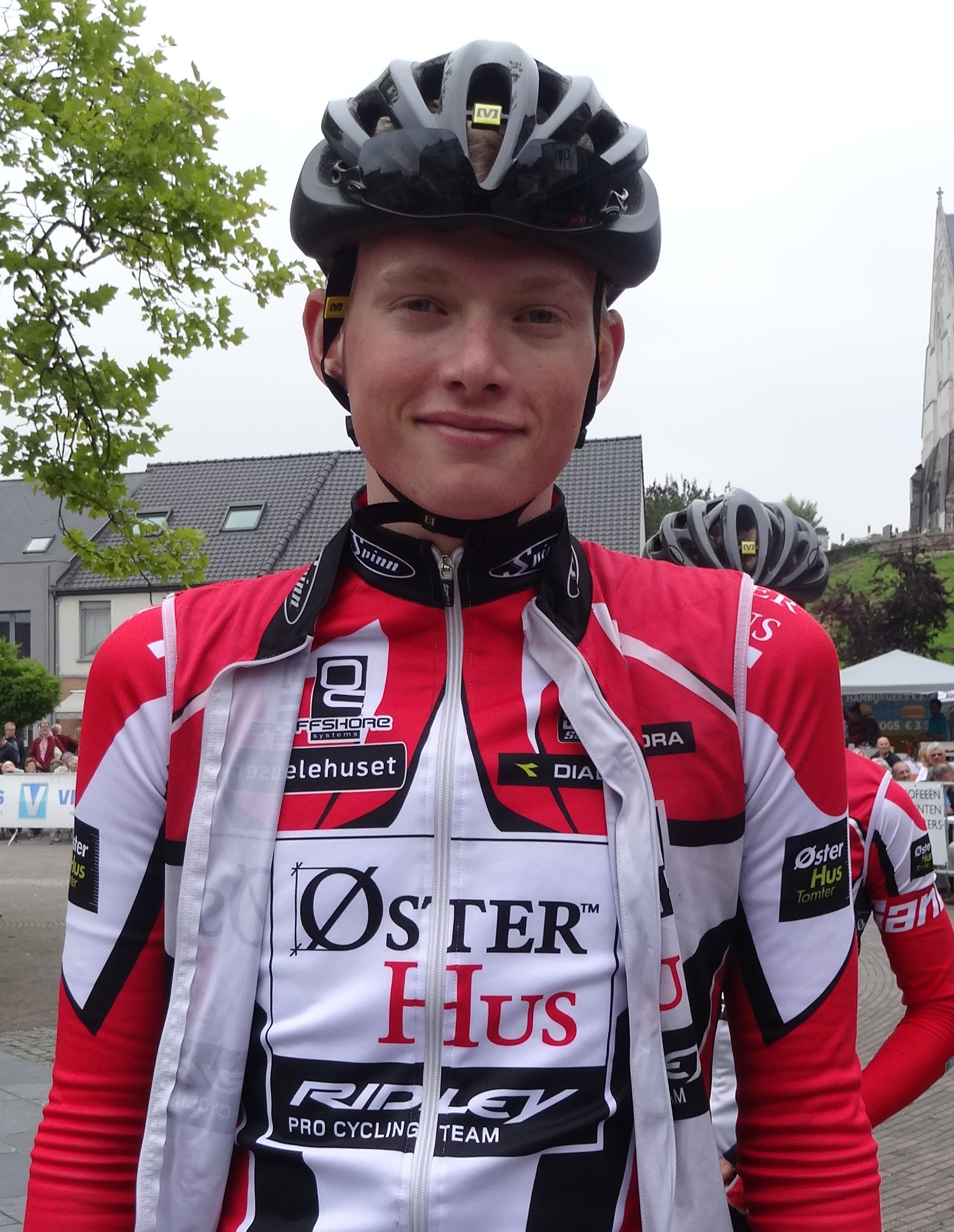
Fredrik Strand Galta.
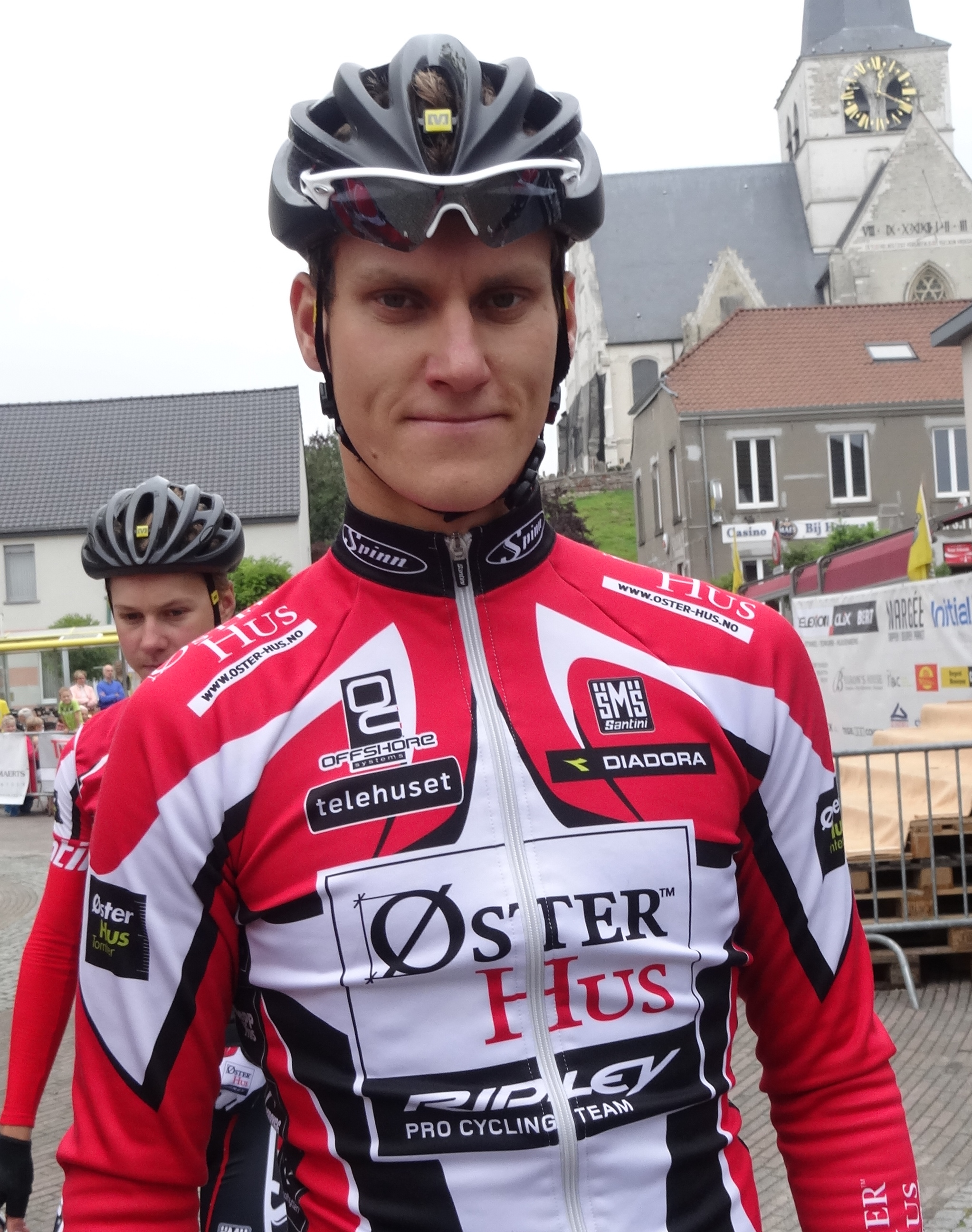
Krister Hagen.
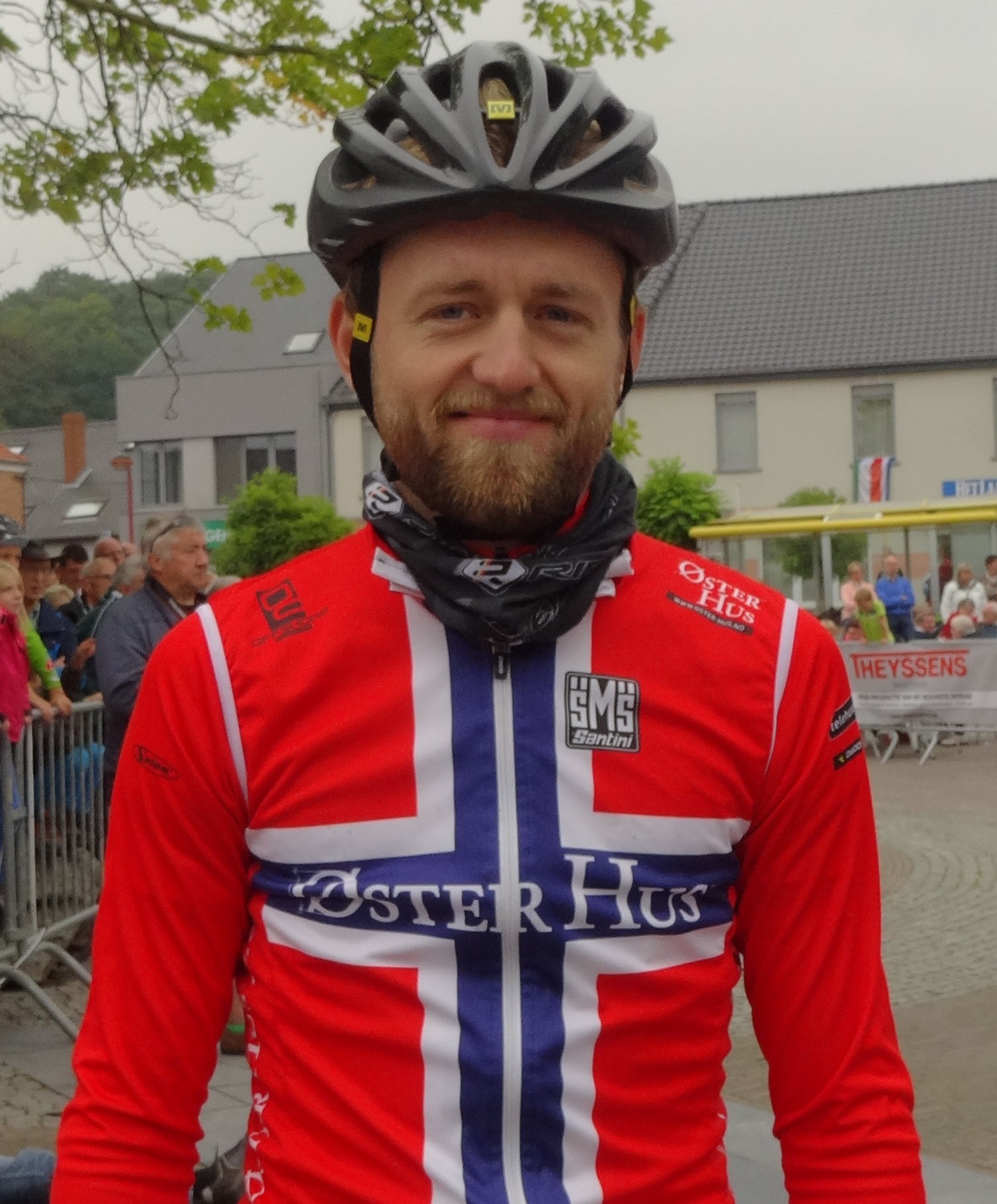
Tormod Hausken Jacobsen.
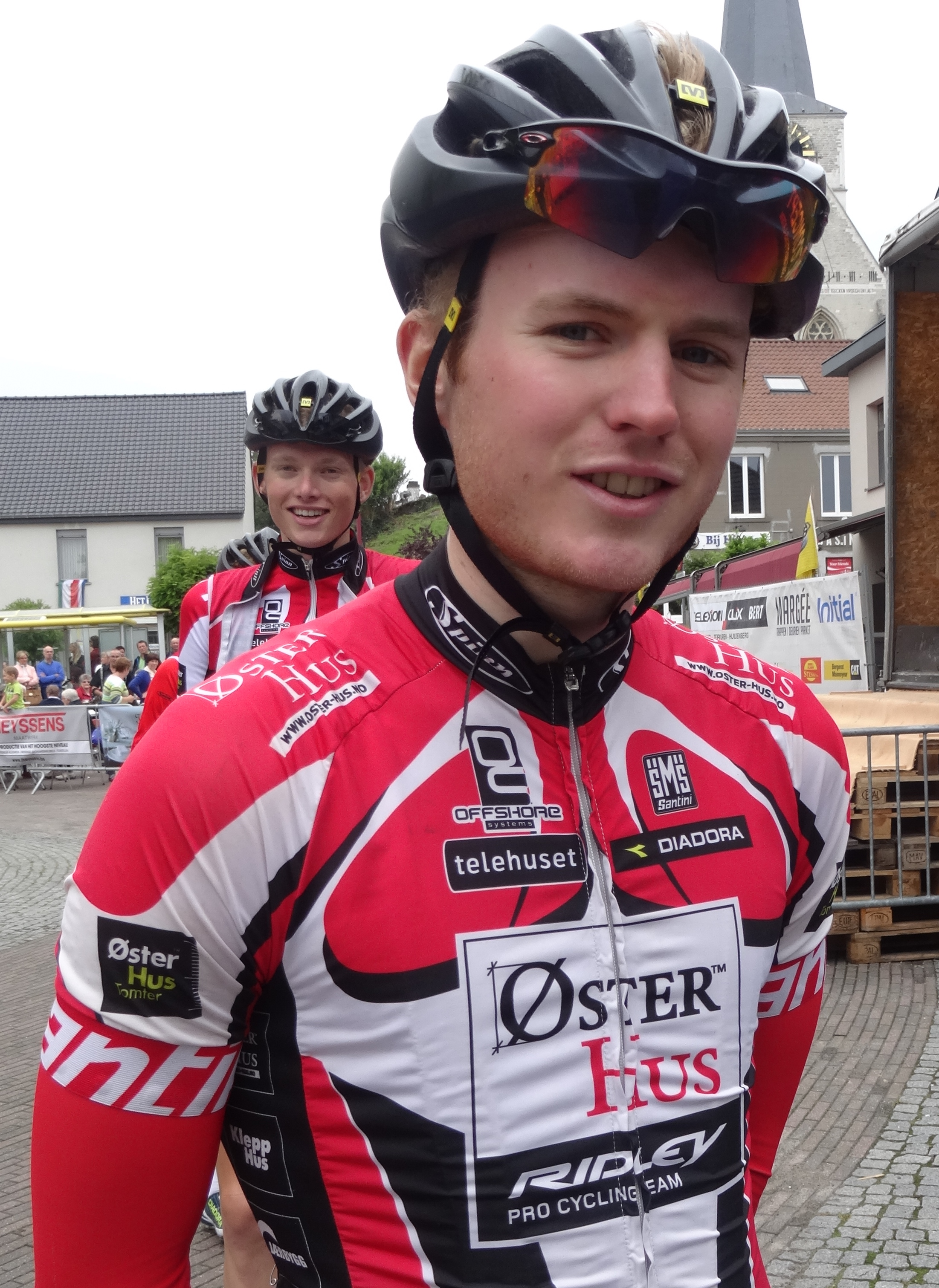
August Jensen.
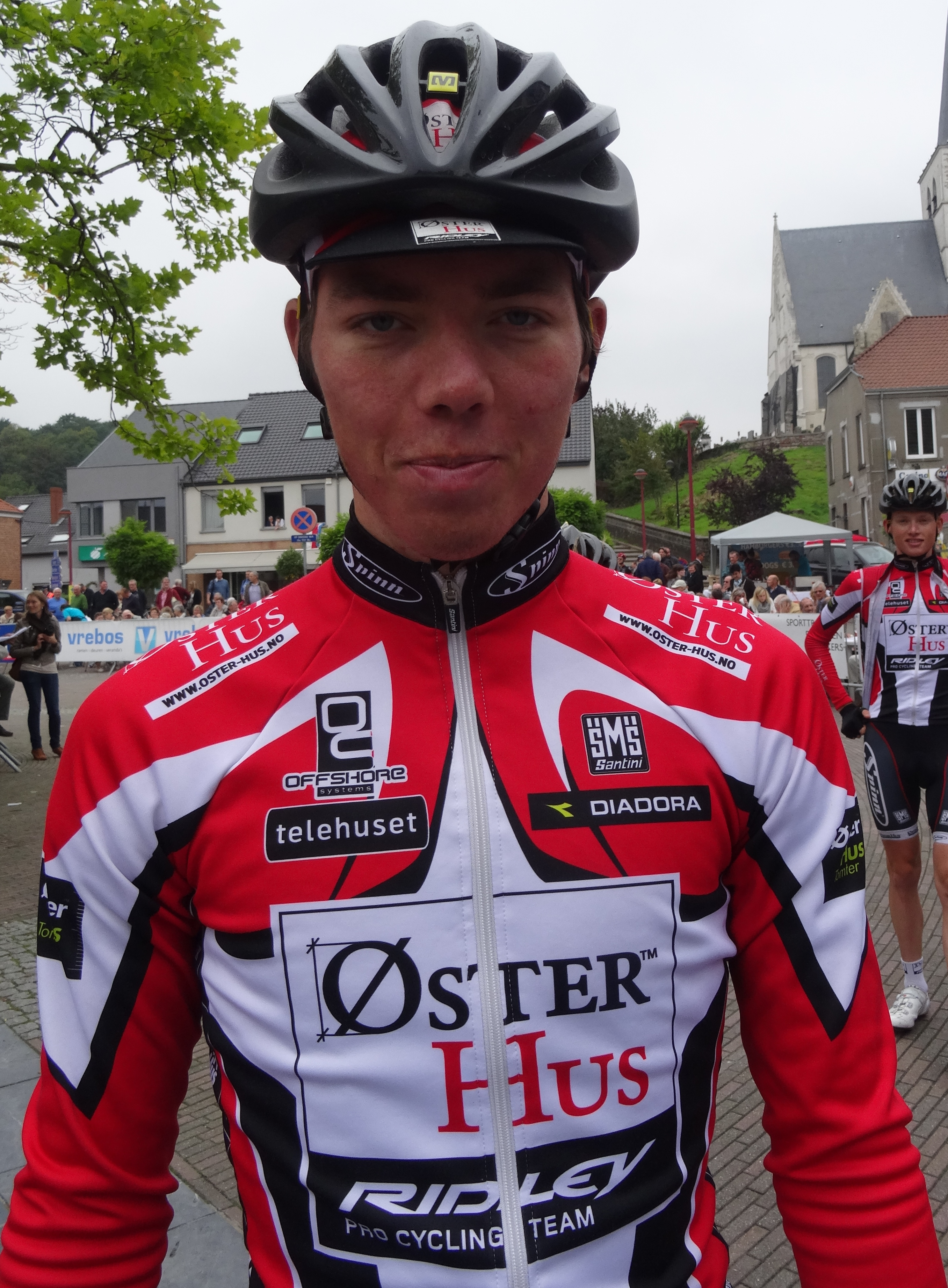
Oscar Landa.

## Bilan de la saison

### Victoires
| Date       | Course                           | Pays    | Classe | Vainqueur               |
| ---------- | -------------------------------- | ------- | ------ | ----------------------- |
| 29/06/2014 | Championnat de Norvège sur route | Norvège | CN     | Tormod Hausken Jacobsen |

Sven Erik Bystrøm devient champion du monde sur route espoirs lors des championnats du monde de cyclisme sur route 2014 le 29 septembre, à Ponferrada en Espagne, mais c'est en courant sous les couleurs de son pays.

### Classement UCI

#### UCI Europe Tour
L'équipe Øster Hus-Ridley termine à la 44e place de l'Europe Tour avec 271 points. Ce total est obtenu par l'addition des points des huit meilleurs coureurs de l'équipe au classement individuel, cependant seuls quatre coureurs sont classés,.
| Rang | Coureur                 | Points |
| ---- | ----------------------- | ------ |
| 36   | Sven Erik Bystrøm       | 200    |
| 325  | Tormod Hausken Jacobsen | 40     |
| 500  | Håvard Blikra           | 21     |
| 728  | Fredrik Strand Galta    | 10     |